# Telekom Romania
Telekom Romania este un brand de telecomunicații din România, lansat pe 13 septembrie 2014. Deși se prezintă și comunică sub același brand, serviciile fixe sunt oferite de Telekom Romania Communications SA (fost Romtelecom SA), iar serviciile mobile sunt oferite de Telekom Romania Mobile Communications SA (fost Cosmote Romanian Mobile Telecommunications SA); ambele societăți au sediul în București și reprezintă subsidiara Deutsche Telekom în România. Infrastructura operațională exista cu mult timp înainte, Romtelecom fiind operatorul național de telefonie fixă, domeniu în care a deținut monopolul până la 1 ianuarie 2003, iar Cosmote (ex-Cosmorom) deținând din 1998 una din licențele de telefonie GSM, cu acoperire națională. 
În iunie 2010 Romtelecom avea în portofoliu 2,6 milioane de clienți de telefonie fixă, iar Cosmote 7,2 milioane de clienți dintre care 21% sunt abonati. La data rebranding-ului (2014), prin comasarea portofoliului de clienți, Telekom Romania a ajuns pe primul loc ca număr de clienți pe piața românească de telecomunicații.
Principalele domenii de activitate sub brand-ul consolidat sunt: telefonia mobilă, telefonia fixă, furnizarea de acces la internet și televiziune digitală prin satelit, IPTV și WebTV, noul brand concentrându-se asupra serviciilor integrate (pachete 5 Play). Concurenții principali sunt: RCS & RDS, Vodafone și Orange.
Compania Telekom Romania Communications se redenumește Orange Romania Communications, ca urmare a deciziei AGA (Adunarea Generală a Acționarilor) din 10 februarie 2022. Acest pas vine după ce pe 1 ianuarie 2022 sediul social al companiei a fost stabilit în Calea Victoriei nr. 35, 010061, Sector 1, București, România.

## Servicii fixe
Continuatoare a fostului Romtelecom, compania Telekom Romania Communications este controlată de Orange România (din 2021 după ce a cumpărat acțiunile de la Deutsche Telekom), care deține 54% din acțiuni. Restul de 46% din acțiuni au rămas în posesia statului român.

## Servicii mobile
Continuatoare a fostului Cosmote România, Compania Telekom Romania Mobile Communications este controlată de Deutsche Telekom prin OTE, care deține 100% din acțiuni. La sfârșitul lui 2013, compania avea 6,1 milioane de clienți, dintre care 25,9% erau abonați, iar restul foloseau servicii preplătite. După rebranding, baza de clienți a scăzut dramatic de la 6,1 milioane de utilizatori la 4,84 milioane utilizatori în august 2017.